# 門司地方海難審判所那覇支所

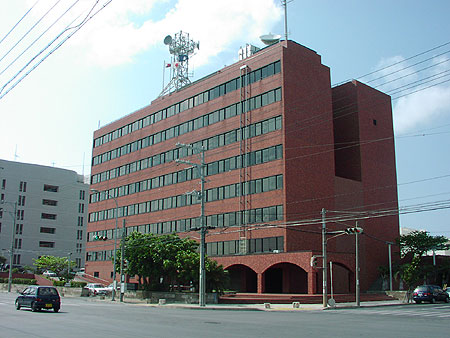
門司地方海難審判所那覇支所の入居する那覇港湾合同庁舎

門司地方海難審判所那覇支所（もじちほうかいなんしんぱんしょなはししょ）は、海難審判法に基づき設置されている国土交通省所管の特別の機関である海難審判所の内、東京の海難審判所で取り扱う「重大な海難」以外の管轄区域において発生した海難について審判を実施する地方海難審判所である門司地方海難審判所の支所。

## 沿革
- 1972年5月15日 - 沖縄返還に伴い、那覇市に門司地方海難審判庁那覇支部として設置される。
- 2008年10月1日 - 海難審判庁の廃止に伴い門司地方海難審判所那覇支所に改称。

## 管轄区域
- 沖縄県及び鹿児島県トカラ列島（十島村）・奄美群島の沿岸
- 東シナ海の沖縄県に属する島（先島諸島・尖閣諸島）の沿岸
- 太平洋の沖縄県に属する島（大東諸島）の沿岸

## 所在地
- 900-0001 那覇市港町2-11-1 那覇港湾合同庁舎8階北緯26度14分29.9秒 東経127度40分37.5秒 / 北緯26.241639度 東経127.677083度座標: 北緯26度14分29.9秒 東経127度40分37.5秒 / 北緯26.241639度 東経127.677083度